# Pilea magnicarpa
Pilea magnicarpa là loài thực vật có hoa trong họ Tầm ma. Loài này được A.K. Monro miêu tả khoa học đầu tiên năm 1999.